# Liste des œuvres de la collection Caillebotte
Cette page recense les œuvres présentes dans la collection de Gustave Caillebotte.

## Contexte
Le peintre français Gustave Caillebotte (1848-1894) était également mécène et collectionneur du mouvement impressionniste. À sa mort en 1894, il lègue à l'État français « la peinture des autres que je possède », à savoir la totalité des 70 œuvres de sa collection, comprenant 67 peintures à l'huile sur toile et pastels de Paul Cézanne, Edgar Degas, Édouard Manet, Claude Monet, Camille Pissarro, Auguste Renoir et Alfred Sisley, auxquelles sont ajoutés 2 dessins de Jean-François Millet et une aquarelle de Paul Gavarni, outre l'un de ses tableaux donné par son frère. 
Une première version du testament est rédigée le 3 novembre 1876, alors que Caillebotte est âgé de 28 ans, deux jours après le décès de son frère René, et un complément ajouté le 20 novembre 1883 qui exclut ses propres toiles. Il pose deux conditions : que les œuvres soient réellement exposées et qu'elles le soient au musée du Luxembourg, puis au musée du Louvre. Il lègue une toile supplémentaire à Renoir son exécuteur testamentaire. Un mois après le décès, le 20 mars 1894, le comité consultatif des Musées nationaux veut accepter intégralement le legs comprenant alors 60 tableaux ; tandis que d’autres seront retrouvés dans un atelier parisien par Renoir et ajoutés à la proposition de legs. Celui-ci est en partie accepté : 40 œuvres, dont les 2 dessins, rejoignent les collections nationales. Les raisons données par l’Administration sont tout d'abord, l’étroitesse des locaux du musée du Luxembourg, qui ne permet plus de laisser entrer aucun ouvrage sans en retirer un autre ; et les règlements qui, par un sentiment d'équité, limitent le nombre des ouvrages pour un même artiste. Le décret présidentiel est signé le 25 février 1896 et la remise des œuvres par Martial Caillebotte est attestée le 23 novembre 1896. Elles sont exposées le 9 février 1897 dans une annexe construite sur la terrasse du musée du Luxembourg, puis transférées au musée du Louvre en 1929, dans sa galerie impressionniste du Musée du Jeu de Paume en 1947 et enfin au musée d'Orsay à son ouverture en 1986.
Les 30 œuvres non-acceptées deviennent la propriété de Martial Caillebotte, frère de l'artiste, et se retrouvent dans son inventaire après décès du 28 mai 1910 avec en plus 6 tableaux de Renoir dont des portraits de famille, deux de Jean Béraud dont les portraits de Martial et de son père, suggérant alors que ces œuvres supplémentaires appartenaient à sa propre collection, un de Camille Corot et un dessin d'Hippolyte Flandrin, mais aussi 175 tableaux et esquisses de Caillebotte. Une partie sera progressivement vendue par ses héritiers et dispersées dans différentes collections mondiales.

## Statistiques

### Artistes
Le tableau suivant détaille le nombre d'œuvres de chaque artiste présentes dans la collection, ainsi que le nombre d'œuvres acceptées par l'État français lors du legs.
| Artiste              | Œuvres | Retenues | Non-retenues |
| -------------------- | ------ | -------- | ------------ |
| Paul Cézanne         | 5      | 2        | 3            |
| Edgar Degas          | 7      | 7        | 0            |
| Paul Gavarni         | 1      | 0        | 1            |
| Édouard Manet        | 4      | 2        | 2            |
| Jean-François Millet | 2      | 2        | 0            |
| Claude Monet         | 16     | 8        | 8            |
| Camille Pissarro     | 18     | 7        | 11           |
| Auguste Renoir       | 8      | 6        | 2            |
| Alfred Sisley        | 9      | 6        | 3            |
| Total                | 70     | 40       | 30           |

### Collections
Le tableau suivant détaille les collections hébergeant les œuvres en 2022.
| Collection                             | Œuvres |
| -------------------------------------- | ------ |
| Musée des Beaux-Arts, Boston           | 1      |
| Cincinnati Art Museum                  | 1      |
| Musée de Basse-Saxe, Hanovre           | 1      |
| Musée d'art Nelson-Atkins, Kansas City | 1      |
| Musée du Louvre, Paris                 | 2      |
| Musée d'Orsay, Paris                   | 38     |
| Fondation Barnes, Philadelphie         | 1      |
| Musée préfectural d'art (en), Shizuoka | 1      |
| National Gallery of Art, Washington    | 1      |
| Collections particulières              | 22     |
| Localisation inconnue                  | 1      |
| Total                                  | 70     |

## Liste

### Paul Cézanne
| Titre                                      | Thème          | Date      | Technique       | Dimensions (cm) | Collection                          | Image |
| ------------------------------------------ | -------------- | --------- | --------------- | --------------- | ----------------------------------- | ----- |
| Les Baigneurs au repos                     | Scène de genre | 1875-1876 | Huile sur toile | 82 × 101        | Fondation Barnes, Philadelphie      |       |
| Fleurs dans un vase rococo                 | Nature morte   | Vers 1876 | Huile sur toile | 73 × 60         | National Gallery of Art, Washington |       |
| Au bord de l'étang                         | Scène de genre | 1877-1879 | Huile sur toile | 47 × 56         | Musée des Beaux-Arts, Boston        |       |
| Le Golfe de Marseille vu de L'Estaque (it) | Paysage        | 1877-1879 | Huile sur toile | 59 × 73         | Musée d'Orsay, Paris                |       |
| Cour de ferme à Auvers (it)                | Paysage        | 1879-1880 | Huile sur toile | 65 × 54         | Musée d'Orsay, Paris                |       |

### Edgar Degas
| Titre                                      | Thème          | Date      | Technique                    | Dimensions (cm) | Collection           | Image |
| ------------------------------------------ | -------------- | --------- | ---------------------------- | --------------- | -------------------- | ----- |
| Ballet                                     | Scène de genre | Vers 1876 | Pastel sur monotype          | 58 × 42         | Musée d'Orsay, Paris |       |
| Femme sortant du bain                      | Scène de genre | Vers 1876 | Pastel sur monotype          | 16 × 21         | Musée d'Orsay, Paris |       |
| Femme nue accroupie de dos                 | Scène de genre | Vers 1876 | Pastel sur monotype          | 18 × 14         | Musée d'Orsay, Paris |       |
| Femmes à la terrasse d'un café le soir     | Scène de genre | 1877      | Pastel sur monotype          | 41 × 60         | Musée d'Orsay, Paris |       |
| Les Choristes’’, dit aussi ‘’Les Figurants | Scène de genre | 1877      | Pastel sur monotype          | 27 × 32         | Musée d'Orsay, Paris |       |
| Étude pour le buste d'une danseuse         | Portrait       | 1878-1879 | Pastel et gouache sur papier | 62 × 47         | Musée d'Orsay, Paris |       |
| Danseuse assise                            | Scène de genre | 1881-1883 | Pastel sur papier            | 62 × 49         | Musée d'Orsay, Paris |       |

### Paul Gavarni
| Titre                                | Thème   | Date | Technique          | Dimensions (cm) | Collection                               | Image |
| ------------------------------------ | ------- | ---- | ------------------ | --------------- | ---------------------------------------- | ----- |
| Souvenirs et regrets de la Courtille | Paysage |      | Plume et aquarelle | 21 × 31         | Collection particulière[réf. nécessaire] |       |

### Édouard Manet
| Titre                 | Thème          | Date      | Technique       | Dimensions (cm) | Collection                             | Image |
| --------------------- | -------------- | --------- | --------------- | --------------- | -------------------------------------- | ----- |
| Les Courses, esquisse | Scène de genre | 1865      | Huile sur toile | 32 × 41         | Inconnue[réf. nécessaire]              |       |
| Angelina              | Portrait       | 1865      | Huile sur toile | 92 × 73         | Musée d'Orsay, Paris                   |       |
| Le Balcon             | Scène de genre | 1868-1869 | Huile sur toile | 170 × 125       | Musée d'Orsay, Paris                   |       |
| La Partie de croquet  | Scène de genre | 1871      | Huile sur toile | 170 × 125       | Musée d'art Nelson-Atkins, Kansas City |       |

### Jean-François Millet
| Titre                                              | Thème          | Date       | Technique                        | Dimensions (cm) | Collection             | Image |
| -------------------------------------------------- | -------------- | ---------- | -------------------------------- | --------------- | ---------------------- | ----- |
| L'Homme à la brouette                              | Scène de genre | Avant 1885 | Crayon noir sur papier           | 29 × 20         | Musée du Louvre, Paris |       |
| Échappée sur la campagne entre deux maisons, Vichy | Paysage        | 1866-1868  | Crayon, plume et encre sur vélin | 17 × 20         | Musée du Louvre, Paris |       |

### Claude Monet
| Titre                                        | Thème          | Date      | Technique       | Dimensions (cm) | Collection                               | Image |
| -------------------------------------------- | -------------- | --------- | --------------- | --------------- | ---------------------------------------- | ----- |
| Régates à Argenteuil                         | Scène de genre | 1865      | Huile sur toile | 48 × 75         | Musée d'Orsay, Paris                     |       |
| Le Mont Riboudet à Rouen au printemps        | Paysage        | 1865      | Huile sur toile | 56 × 74         | Collection particulière                  |       |
| Le Déjeuner : panneau décoratif              | Scène de genre | Vers 1873 | Huile sur toile | 160 × 201       | Musée d'Orsay, Paris                     |       |
| Un coin d'appartement                        | Intérieur      | 1875      | Huile sur toile | 81 × 60         | Musée d'Orsay, Paris                     |       |
| Les Tuileries                                | Paysage        | 1875      | Huile sur toile | 50 × 75         | Musée d'Orsay, Paris                     |       |
| La Gare Saint-Lazare                         | Paysage        | 1877      | Huile sur toile | 75 × 104        | Musée d'Orsay, Paris                     |       |
| La Gare Saint-Lazare, vue extérieure         | Paysage        | 1877      | Huile sur toile | 64 × 81         | Collection particulière[réf. nécessaire] |       |
| La Gare Saint-Lazare, le signal              | Paysage        | 1877      | Huile sur toile | 65 × 81         | Musée de Basse-Saxe, Hanovre             |       |
| La Plaine près de Gennevilliers              | Paysage        | 1877      | Huile sur toile | 50 × 61         | Collection particulière, vente 2017      |       |
| Pommiers, Vétheuil                           | Paysage        | 1878      | Huile sur toile | 55 × 66         | Collection particulière[réf. nécessaire] |       |
| Pruniers en fleurs                           | Paysage        | 1879      | Huile sur toile | 65 × 54         | Collection particulière[réf. nécessaire] |       |
| Effet de neige à Vétheuil                    | Paysage        | 1878-1879 | Huile sur toile | 52 × 71         | Musée d'Orsay, Paris                     |       |
| Le Givre                                     | Paysage        | 1878-1879 | Huile sur toile | 61 × 100        | Musée d'Orsay, Paris                     |       |
| Chrysanthèmes rouges                         | Nature morte   | 1880-1881 | Huile sur toile | 82 × 65         | Collection particulière[réf. nécessaire] |       |
| La Seine entre Vétheuil et la La Roche-Guyon | Paysage        | 1881      | Huile sur toile | 60 × 80         | Collection particulière[réf. nécessaire] |       |
| Les Rochers de Belle-Île, la côte sauvage    | Paysage        | 1886      | Huile sur toile | 65 × 81         | Musée d'Orsay, Paris                     |       |

### Camille Pissarro
| Titre                                                         | Thème   | Date | Technique                                                          | Dimensions (cm) | Collection                                                                   | Image |
| ------------------------------------------------------------- | ------- | ---- | ------------------------------------------------------------------ | --------------- | ---------------------------------------------------------------------------- | ----- |
| La Récolte des Choux, l'Hermitage, Pontoise                   | Paysage | 1872 | Huile sur toile                                                    | 54 × 64         | Cincinnati Art Museum                                                        |       |
| Port-Marly, le lavoir, Pontoise                               | Paysage | 1872 | Huile sur toile                                                    | 46 × 56         | Musée d'Orsay, Paris                                                         |       |
| Paysages avec rochers, Montfoucault                           | Paysage | 1874 | Huile sur toile                                                    | 65 × 92         | Collection particulière[réf. nécessaire]                                     |       |
| Le Laboureur au Valhermeil, Auvers-sur-Oise                   | Paysage | 1876 | Huile sur toile                                                    | 54 × 65         | Collection particulière[réf. nécessaire]                                     |       |
| Jardins en fleurs, l'Hermitage                                | Paysage | 1876 | Huile sur toile                                                    | 39 × 56         | Collection particulière[réf. nécessaire]                                     |       |
| La Moisson à Montfoucault (ca)                                | Paysage | 1876 | Huile sur toile                                                    | 65 × 92         | Musée d'Orsay, Paris                                                         |       |
| Sous-bois, avec un homme et une femme assise                  | Paysage | 1876 | Huile sur toile                                                    | 65 × 54         | Collection particulière[réf. nécessaire]                                     |       |
| L'Hermitage en été, Pontoise                                  | Paysage | 1877 | Huile sur toile                                                    | 56 × 91         | Collection particulière, vente 2017                                          |       |
| Les Seigles, côte des Gratte-Coqs, Pontoise                   | Paysage | 1877 | Huile sur toile                                                    | 60 × 74         | Musée préfectural d'art (en), Shizuoka                                       |       |
| Les Toits rouges, coin de village, effet d'hiver              | Paysage | 1877 | Huile sur toile                                                    | 54 × 65         | Musée d'Orsay, Paris                                                         |       |
| Printemps. Pruniers en fleurs (nl)                            | Paysage | 1877 | Huile sur toile                                                    | 65 × 81         | Musée d'Orsay, Paris                                                         |       |
| Chemin sous-bois, en été                                      | Paysage | 1877 | Huile sur toile                                                    | 81 × 65         | Musée d'Orsay, Paris                                                         |       |
| Lisière de bois                                               | Paysage | 1878 | Huile sur toile                                                    | 63 × 83         | Collection particulière, vente 2008                                          |       |
| Sous-bois en automne, Pontoise                                | Paysage | 1878 | Huile sur toile                                                    | 81 × 65         | Collection particulière[réf. nécessaire]                                     |       |
| Chemin montant à travers champs. Côte des Grouettes. Pontoise | Paysage | 1879 | Huile sur toile                                                    | 54 × 65         | Musée d'Orsay, Paris                                                         |       |
| Louveciennes                                                  | Paysage | 1881 | Huile sur toile                                                    | 90 × 116        | Collection particulière[réf. nécessaire]                                     |       |
| La Brouette dans un verger, Le Valhermeil, Auvers-sur-Oise    | Paysage | 1881 | Huile sur toile                                                    | 54 × 65         | Musée d'Orsay, Paris                                                         |       |
|                                                               |         |      | Éventail encadré (cf. p. 3 de l'inventaire après décès de Martial) |                 | Collection particulière ?[réf. nécessaire] (cf. exemplaire du musée d'Orsay) |       |

### Auguste Renoir
| Titre                             | Thème          | Date      | Technique       | Dimensions (cm) | Collection | Image |
| --------------------------------- | -------------- | --------- | --------------- | --------------- | --- | ----- |
| La Liseuse (it)                   | Portrait       | 1874-1876 | Huile sur toile | 46 × 38         | Musée d'Orsay, Paris |       |
| La Place Saint-Georges            | Paysage        | 1875      | Huile sur toile | 46 × 38         | Collection particulière[réf. nécessaire] |       |
| Torse, effet de soleil            | Nu             | 1875-1876 | Huile sur toile | 81 × 65         | Musée d'Orsay, Paris |       |
| La Seine à Champrosay             | Nu             | 1876      | Huile sur toile | 55 × 66         | Musée d'Orsay, Paris |       |
| La Balançoire                     | Scène de genre | 1876      | Huile sur toile | 92 × 73         | Musée d'Orsay, Paris |       |
| Bal du moulin de la Galette       | Scène de genre | 1876      | Huile sur toile | 131 × 175       | Musée d'Orsay, Paris |       |
| Le Pont de chemin de fer à Chatou | Paysage        | 1881      | Huile sur toile | 54 × 65         | Musée d'Orsay, Paris |       |
| Château des Brouillards           | Paysage        | Inconnue  | Huile sur toile | 60 × 74         | Collection particulière[réf. nécessaire] ; ce tableau (peut être Vue de la campagne au Nord de Paris ayant appartenu à Martial) ou le suivant est en trop |       |
| Jeunes filles au piano            | Scène de genre | 1892      | Huile sur toile | 117 × 90        | Collection particulière[réf. nécessaire] ; ce tableau (ayant appartenu à Martial) ou le précédent est en trop                                             |       |

### Alfred Sisley
| Titre                                    | Thème   | Date     | Technique       | Dimensions (cm) | Collection              | Image |
| ---------------------------------------- | ------- | -------- | --------------- | --------------- | ----------------------- | ----- |
| Les Régates à Molesey                    | Paysage | 1874     | Huile sur toile | 66 × 91         | Musée d'Orsay, Paris    |       |
| Une rue à Louveciennes                   | Paysage | 1876     | Huile sur toile | 55 × 46         | Musée d'Orsay, Paris    |       |
| La Seine à Suresnes                      | Paysage | 1877     | Huile sur toile | 60 × 73         | Musée d'Orsay, Paris    |       |
| Station de bateaux à Auteuil             | Paysage | 1878     | Huile sur toile | 46 × 55         | localisation inconnue,  |       |
| Cour de ferme à Saint-Mammès             | Paysage | 1884     | Huile sur toile | 72 × 93         | Musée d'Orsay, Paris    |       |
| La Lisière de forêt au printemps         | Paysage | 1885     | Huile sur toile | 58 × 72         | Musée d'Orsay, Paris    |       |
| Bords de Seine, effet de soleil couchant | Paysage | Inconnue | Huile sur toile | 50 × 70         | Collection particulière |       |
| Saint-Mammès                             | Paysage | 1885     | Huile sur toile | 54 × 73         | Musée d'Orsay, Paris    |       |
| La Seine à Billancourt                   | Paysage | Inconnue | Huile sur toile | 27 × 35         | Collection particulière |       |

## Legs à Auguste Renoir

### Edgar Degas
| Titre             | Thème          | Date      | Technique                 | Dimensions (cm) | Collection                           | Image |
| ----------------- | -------------- | --------- | ------------------------- | --------------- | ------------------------------------ | ----- |
| La Leçon de danse | Scène de genre | Vers 1879 | Pastel et craie sur vélin | 64 × 56         | Metropolitan Museum of Art, New York |       |

## Don de Martial Caillebotte

### Gustave Caillebotte
| Titre                    | Thème          | Date | Technique       | Dimensions (cm) | Collection           | Image |
| ------------------------ | -------------- | ---- | --------------- | --------------- | -------------------- | ----- |
| Les Raboteurs de parquet | Scène de genre | 1875 | Huile sur toile | 102 × 147       | Musée d'Orsay, Paris |       |